# (5917) Chibasai
(5917) Chibasai es un asteroide perteneciente al cinturón de asteroides, región del sistema solar que se encuentra entre las órbitas de Marte y Júpiter, más concretamente a la familia de María, descubierto el 7 de julio de 1991 por Eleanor F. Helin desde el Observatorio del Monte Palomar, Estados Unidos.

## Designación y nombre
Designado provisionalmente como 1991 NG. Fue nombrado Chibasai en homenaje a la organización sin fines de lucro Chiba Science Association, o "Chiba Sai", formada oficialmente el 7 de julio de 2001. Compuesta por alrededor de 300 miembros, incluidos educadores, científicos y ciudadanos con inclinaciones científicas, han contribuido a la popularización de la ciencia entre los niños en Chiba.

## Características orbitales
Chibasai está situado a una distancia media del Sol de 2,594 ua, pudiendo alejarse hasta 2,957 ua y acercarse hasta 2,230 ua. Su excentricidad es 0,140 y la inclinación orbital 14,26 grados. Emplea 1526,30 días en completar una órbita alrededor del Sol.

## Características físicas
La magnitud absoluta de Chibasai es 12,2. Tiene 10,06 km de diámetro y su albedo se estima en 0,252. 